# Coniophora merulioides
Coniophora merulioides är en svampart som beskrevs av Falck 1909. Coniophora merulioides ingår i släktet Coniophora och familjen Coniophoraceae.   Inga underarter finns listade i Catalogue of Life.